# Tryde
Tryde är kyrkbyn i Tryde socken i Tomelilla kommun i Skåne belägen några kilometer nordväst om Tomelilla vid riksväg 19. 
Tryde har en kyrka, Tryde kyrka, friskola och ett 50-talsmuseum. Orten hade en hållplats längs före detta järnvägen Ystad-Eslöv.

## Tingvalla
I Tryde byggdes 1934 en utedansbana bestående av en paviljong med tak. Den kallades i folkmun för "Funkis" och hade söndagsdans mellan kl 19 och 23. 1939 övertog Herman Olsson dansbanan och döpte den till Tingvalla.
Dansrestaurangen övertogs 1957 av John Bengtsson, som 1967 överlät verksamheten till sonen Kenneth Bengtsson. Denne satsade 1981 på ett andra dansgolv, även kallat "Grottan", som blev diskotek när huvuddansbanan präglades av dansbandsmusik. Bengtsson köpte sedan även Lövstalund, som blev ett sommardansställe samtidigt som Tingvalla hade rollen som dansställe vintertid. Denna uppdelning blev därmed en sydöstskånsk variant av hur verksamheterna bedrevs vid Vägasked och Jägersbo. Sistnämnda dansställen ägdes av Ulrik Wittman, som även förvärvade Tingvalla 1984.
Dansbandet Lasse Stefanz övertog verksamheten 1987. 1989 blev Lars "Express" Andersson ny ägare och drev Tingvalla i samarbete med Cent Malmberg. Fr o m 2010 drevs verksamheten av Tobias Ekman och Philip Liedberg innan Bj HP Fastighetsbolag Ystad blev ägare 2020. Dansrestaurangen revs 2021 för att ge plats åt lägenheter.